# Gran Partita (KV 361)
Gran Partita − Serenada B-dur (KV 361/370a) skomponowana przez Wolfganga Amadeusa Mozarta, przypuszczalnie na początku 1781, w Monachium. Kompozytor ukończył ją w grudniu 1784 lub w styczniu 1785, w Wiedniu.

## Instrumentacja
(13 instrumentów dętych)
- 2 oboje
- 2 klarnety
- 2 rożki basetowe
- 2 rogi w F
- 2 rogi w B
- 2 fagoty
- kontrafagot (lub kontrabas)

## CzęściSerenady
1. Largo − Molto Allegro
2. Allegretto
3. Menuetto − Trio I − Trio II
4. Adagio
5. Menuetto: Allegretto − Trio I − Trio II
6. Romance: Adagio − Allegretto − Adagio
7. Tema con 6 Variazioni: Allegretto
8. Finale: Molto Allegro

Serenadę B-dur rozpoczął Mozart w trakcie pobytu w Monachium, w okresie pracy nad operą "Idomeneo, król Krety". Z nieznanych powodów utworu tego nie ukończył; został ukończony kilka lat później w Wiedniu.
Kompozycja ta należy do czołówki utworów Mozarta na instrumenty dęte. Obok serenad Es-dur KV 375 i c-moll KV 388 stanowi uwieńczenie tego rodzaju kompozycji.